# Estudi op. 10, núm. 2 (Chopin)

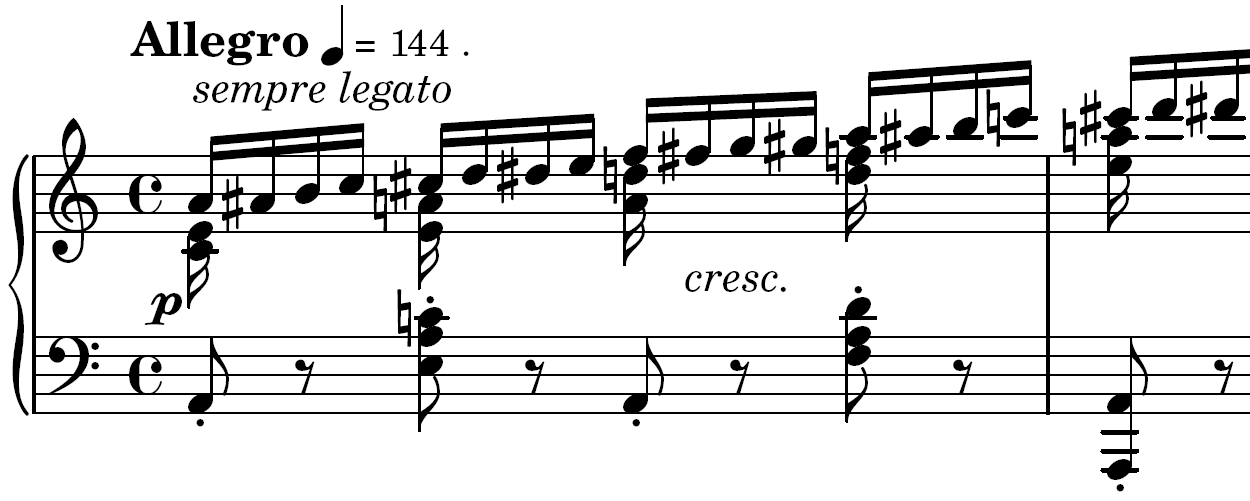
Fragment de l'Estudi op. 10, núm. 2

L'"Estudi op. 10 núm. 2", en la menor, és el segon estudi dels Estudis op. 10 per a piano de Frédéric Chopin. Fou compost l'any 1830 i publicat més tard, el 1833, juntament amb els altres onze estudis pertanyents a l'Opus 10; es publicà al mateix temps en tres països: Alemanya, França i Anglaterra.
L'objectiu d'aquest estudi és el de desenvolupar els dits més febles de la mà dreta mitjançant ràpides escales cromàtiques que han de tocar-se amb els dits cor, anular i petit (dits tres, quatre i cinc, respectivament). Els altres dits –polze i índex–, s'ocupen de fer acords d'acompanyament, deixant el treball de la melodia als altres tres dits abans esmentats. El mateix Chopin va indicar la digitació de la peça nota per nota, fins a un total de gairebé vuit-centes notes.
Aquest estudi és un dels més difícils del primer conjunt d'estudis de Chopin. També és conegut amb el títol de "Cromàtic" (en francès original, Chromatique), per com està escrita la peça.

## Estructura

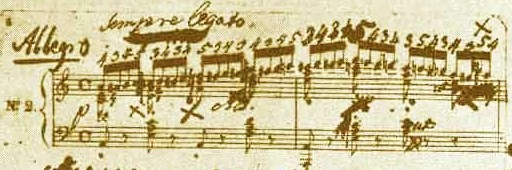
Esborrany de l'Estudi op. 10, núm. 2 amb digitacions escrites de la mà de Chopin, ca. 1833

La melodia consisteix en ràpides escales cromàtiques tocades pels dits més febles de la mà dreta (3r, 4t i 5è), que són acompanyats per acords. L'estructura general de la peça és la que Chopin va utilitzar més freqüentment en els seus estudis: una forma ternària ABA. La peça està dividida en tres parts, que es corresponen amb un primer tema, un segon tema central i una recapitulació del primer.
La música comença amb la melodia en la tonalitat de l'obra, la menor, i amb un motiu interpretat per la mà esquerra. Mentre es desenvolupa l'homofonia, la tonalitat modula cap a do major, el relatiu major de la menor. Després progressa cap a un clímax en una escala de la menor harmònica. Llavors retorna al primer tema, tot i que ja és la coda final, i acaba la melodia amb una escala ascendent i descendent i finalment en una tercera picarda (anomenada així per la regió de França on aquest final d'obres era utilitzat popularment). Aquesta és una espècie de d'acord prestat, ja que pertany a una tonalitat diferent de la de la peça. És un acord final d'una tonalitat menor en el que la tercera està accidentalment en mode major.
Chopin indica que les escales cromàtiques s'han d'interpretar sempre legato. Perquè no hi hagi dubte això s'indica set vegades al llarg de la partitura. El sempre legato de la melodia suposa un fort contrast amb el staccato amb què han de tocar-se els acords de l'acompanyament.
Els manuscrits originals dels Estudis op. 10 mostren que la indicació de compàs que va escriure Chopin en aquest estudi (i en alguns més) és de dos per dos (2/2), alla breve; però en les primeres edicions que es van publicar es va modificar i el temps era el de quatre per quatre (4/4).